# Gracieux Lamperti
Pour les articles homonymes, voir Lamperti.
Gracieux Lamperti est un boxeur français né le 9 mars 1933 à Calacuccia et mort le 18 novembre 2002 dans le 1er arrondissement de Marseille. Il est champion de France, puis d'Europe en 1959 en catégorie poids plumes.

## Biographie
Il est le fils de Pierre Lamperti (Petru di Niolu) connu comme poète corse, et de Marie Lamperti (née Castellani).
Il est lycéen au lycée Thiers avec Bernard Pons dont le père est le proviseur.
Après sa carrière sportive qui le conduit au titre de champion d'Europe qu'il conservera de 1959 à 1962, il tient un bar à Marseille (quai des Belges).
Parmi ses nombreux rivaux, il a combattu en janvier 1961 l'Américain Davey Moore, et en mars de la même année Solomon Boysaw.
Dans les années 1960, il joue dans quelques films : Me faire ça à moi (1961), La Belle et le Champion (court-métrage, 1962), Sursis pour un espion (1965)...
En 1973, il maîtrise Salah Bougrine qui vient d'assassiner le chauffeur de bus Désiré-Émile Gerlache.
Le 30 aout 1975, il blesse grièvement de plusieurs coups de revolver, Dominique Scaglia, âgé de 31 ans, qui sera admis en réanimation à l'hôpital de la Conception.

## Décoration
- Chevalier de l'ordre du Mérite sportif‎ à titre exceptionnel (1959)[10]